# William Stanley Jevons

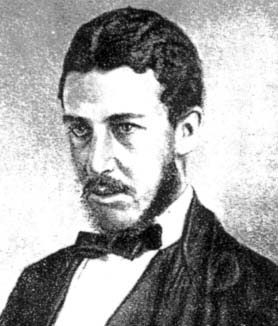
William Stanley Jevons

William Stanley Jevons (* 1. September 1835 in Liverpool; † 13. August 1882 in Bexhill-on-Sea) war ein bedeutender englischer Ökonom und Philosoph. Er gilt als Vertreter der Grenznutzenschule innerhalb der Neoklassik.

## Leben
Jevons war ein Enkel des berühmten Historikers William Roscoe. Er studierte zunächst in London Chemie. Nach dem Bankrott seines Vaters brach Jevons sein Studium ab und ging nach Australien. Dort war er von 1853 bis 1858 Wardein der australischen Münze in Sydney (das heißt, er war für die Prüfung der Echtheit der Münzen zuständig), ehe er nach London zurückkehrte und dort weiter studierte. 1864 wurde er Fellow an der Universität, 1866 Professor am Owens College in Manchester und 1876 Professor der Nationalökonomie am University College London (damals noch bekannt als Universität London), welche Stelle er Anfang 1881 niederlegte. 1872 wurde er Mitglied der Royal Society. Im Alter von fast 47 Jahren ertrank William Stanley Jevons beim Baden im Meer in der Nähe von Hastings.

## Denken

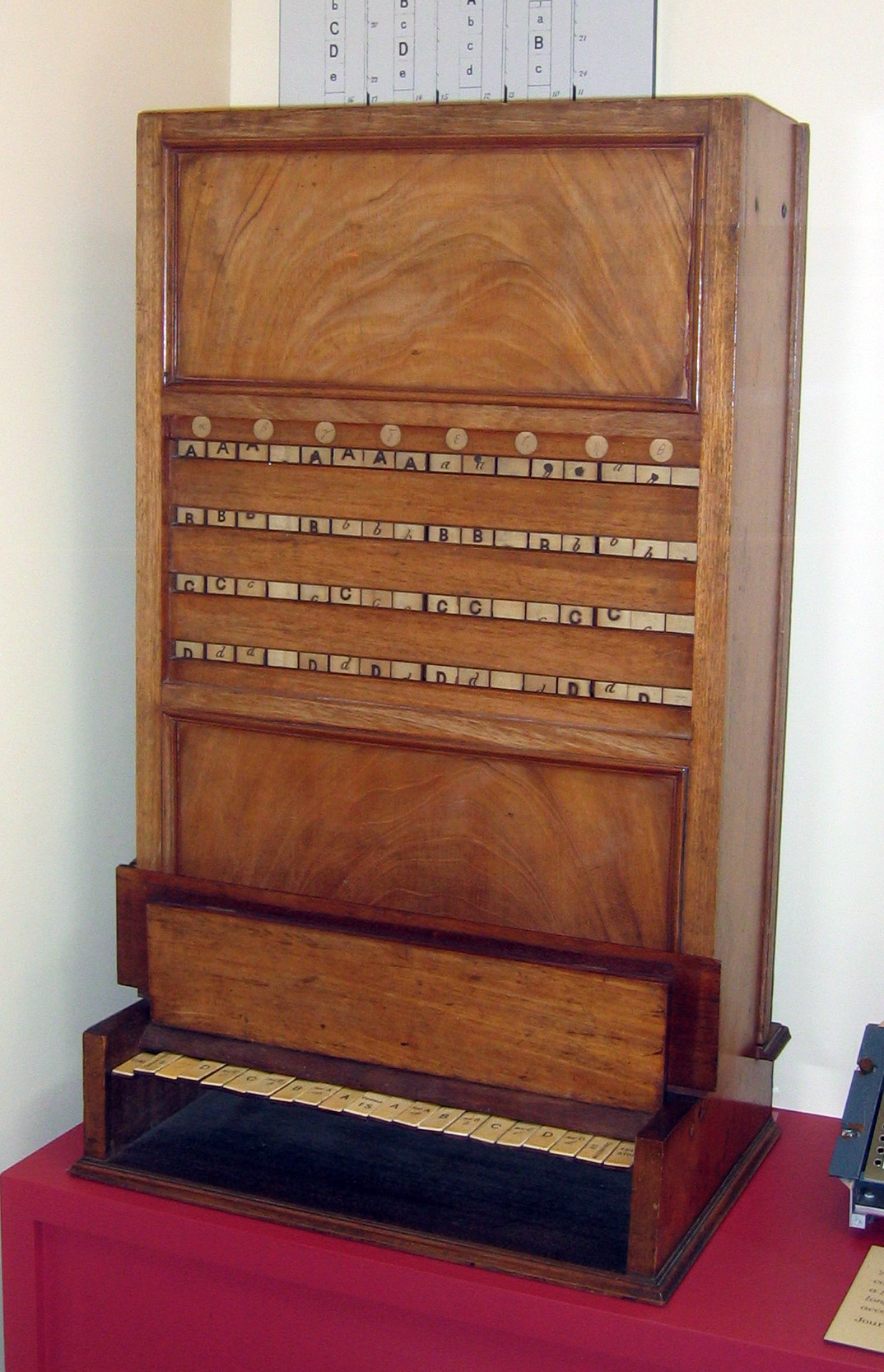
Das „logische Piano“, eine von Jevons entwickelte logische Maschine im History of Science Museum in Oxford

Gemeinsam mit Léon Walras und Carl Menger entdeckte er eine Lösung des klassischen Wertparadoxons. Wie sich später herausstellte, hatte jedoch bereits Hermann Heinrich Gossen das Problem gelöst.
Als erster beschrieb Jevons den Rebound-Effekt, im speziellen Fall nach ihm Jevons’ Paradoxon genannt. Darunter wird das Phänomen verstanden, dass technische Steigerungen der Energie- und Ressourceneffizienz durch einen erhöhten Verbrauch wieder „aufgefressen“ werden.
Jevons erklärte Konjunkturschwankungen mit zyklischen Änderungen der Zahl von Sonnenflecken (→ Sonnenfleckentheorie). Diese, so seine Vorstellung, waren für schlechte Ernten verantwortlich. Jevons’ unerschütterliche, aber letztlich gescheiterte Bemühungen, diesen Zusammenhang zu belegen, veranlassten Zeitgenossen zu Spott. So bezeichnete der britische Astronom Richard Anthony Proctor ihn 1880 als „naiv“ und „Zyklen-Jäger“.
Weniger bekannt und wenig gewürdigt sind Jevons’ Beiträge auf dem Gebiet der formalen Logik. Als deren praktisches Ergebnis entwickelte er 1869 die erste komplexere mechanische logische Maschine, die er 1870 der Royal Society vorstellte. Bei diesem Gerät ließen sich über Tasten begriffslogische Sätze eingeben, z. B. „Alle A sind B“ (siehe auch Syllogismus). Die Maschine betrachtet die eingegebenen Sätze als Prämissen und eliminiert auf mechanischem Weg alle Begriffskombinationen, die mit der jeweiligen Prämisse nicht vereinbar sind. Auf einer Anzeige lassen sich die verbliebenen Kombinationen ablesen.

## Werke
- Pure Logic (1864)
- The Coal Question (1865)

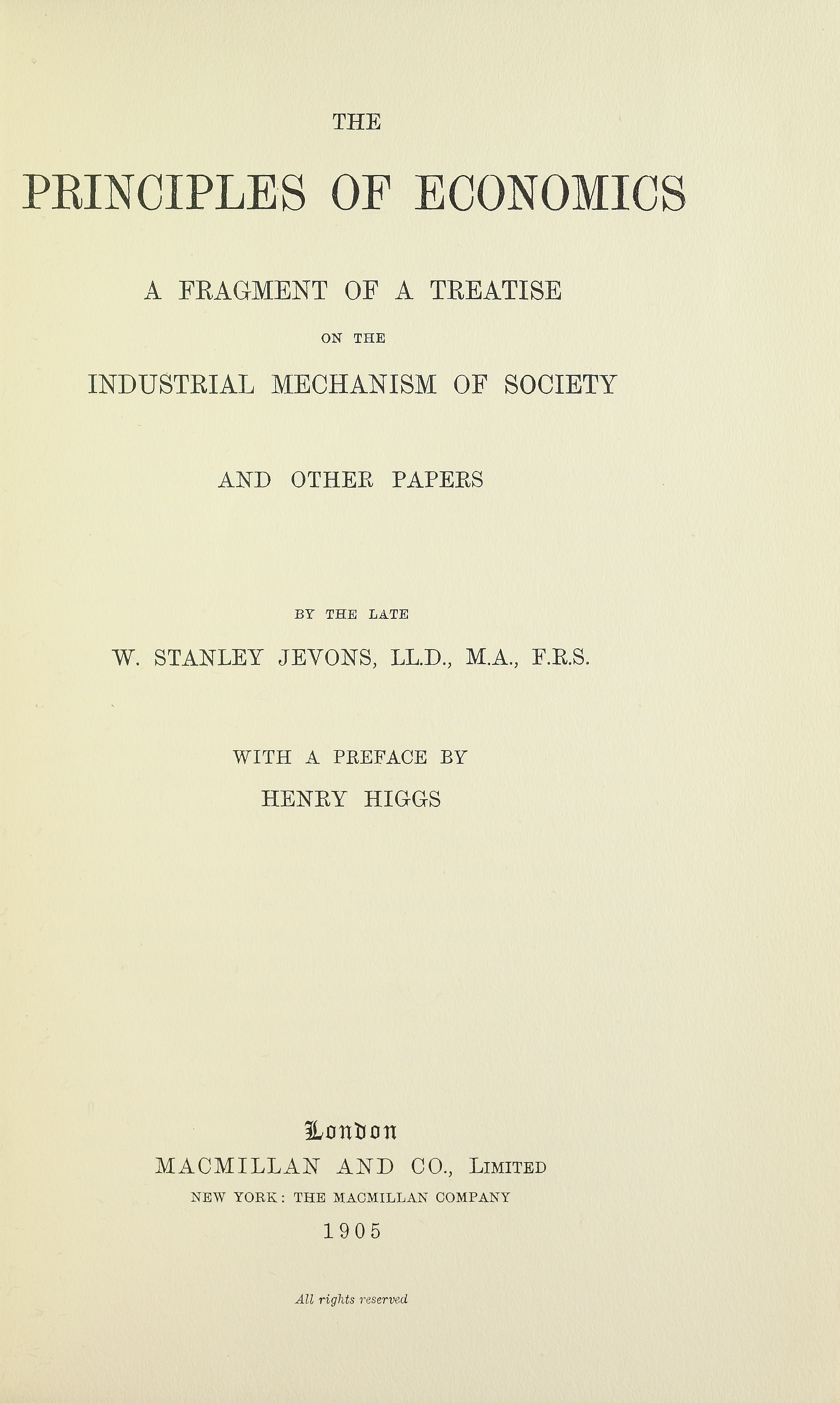
Principles of economics, 1905

- Substitution of similars the true principle of reasoning (1869)
- Theory of political economy (1871, 2. Aufl. 1879), worin er nationalökonomische Lehrsätze in mathematischer Form entwickelt
- The principles of science: a treatise on logic and scientific method (1874, 2 Bde.; 2. Aufl. 1877), in welchem er sich den Ansichten Booles nähert
- Elementary lessons in logic (7. Aufl. 1879)
- Money and the mechanism of exchange (1875, 4. Aufl. 1878; deutsch, Leipz. 1876)
- Studies in deductive logic (1880, 2. Aufl. 1884)
- The state in relation to labour (1882)
- On the Mechanical Performance of Logical Inference (Philosophical Transactions of the Royal Society, Vol. 160, 1870, S. 497–518)

Nach seinem Tod wurden noch veröffentlicht:
- Methods of social reform, and other papers (1883)
- Investigations in currency and finance (1884)
- Journals and letters (hrsg. von seiner Witwe, 1886)